# テガフール・ギメラシル・オテラシルカリウム
テガフール・ギメラシル・オテラシルカリウム（Tegafur/Gimeracil/Oteracil）は、胃癌などに使用される経口の抗悪性腫瘍剤（抗がん剤）の一種で、代謝拮抗剤に分類される。商品名ティーエスワン（TS-1）。
日本での製造、販売元は大鵬薬品工業である。欧米では、2011年からノルディックグループにより"Teysuno"の名称で市販されている。

## 名称
「TS-1」は当初「S-1」と呼ばれた。これは開発者の白坂哲彦のイニシャルから取ったものである。しかし「S-1」の商標は佐藤製薬がすでに取得済みであったことから、大鵬薬品工業のTをつけて「TS-1」と最終的になった。名称については、本薬のことを商品名の「TS-1」と呼ばず、開発時の名称から「S-1」と記載する論文もある。

## 有効成分
有効成分は以下である。
- テガフール（tegafur）
- ギメラシル（gimeracil，化学式:C5H4ClNO2）
- オテラシルカリウム（oteracil potassium，化学式:C4H2KN3O4）

テガフール
ギメラシル
オテラシルカリウム

## 作用機序
本剤の各成分は、次のような作用機序である。
テガフール
代謝によりフルオロウラシルに変換され、これがDNA生合成を阻害する。また、フルオロウラシルの代謝物もRNA機能を阻害する。
ギメラシル
テガフールがフルオロウラシル以外に代謝されることを防ぐ作用がある。すなわち体内でのフルオロウラシルの濃度を上げて効果を高めるためのものである。
オテラシルカリウム（オキソン酸カリウム）
フルオロウラシルの消化器毒性を軽減する。

## 効能・効果
厚生労働省より保険適応が認められているのは以下のとおり（括弧内は奏効率）。
- 胃癌（46.5%）
- 結腸・直腸癌（32.6%）
- 頭頸部癌（34.1%）
- 非小細胞肺癌（18.2%）
- 手術不能または再発乳癌（21.8%）
- 膵癌（32.2%）
- 胆道癌
- 胆管癌

上記にない食道癌などの他の癌に対しても有効性は報告されている。

## 用法・用量
1日2回、28日間連続投与し、14日間休薬する。しかし、近年の研究からは、隔日投与とするなど、体表面積当たりに規定量を投与しないで、薬物代謝酵素の活性の個体差に応じた長期間もっともよい効果がもたらされる投与方法が模索されている。

## 副作用
骨髄抑制、播種性血管内凝固症候群（DIC）、溶血性貧血、肝障害、下痢、腸炎、間質性肺炎、消化管潰瘍・出血、急性腎不全、スティーブンス・ジョンソン症候群、ライエル症候群、涙道狭窄による落涙など。